# Micromyrtus redita
Micromyrtus redita är en myrtenväxtart som beskrevs av Barbara Lynette Rye. Micromyrtus redita ingår i släktet Micromyrtus och familjen myrtenväxter. Inga underarter finns listade i Catalogue of Life.